# Nowy cmentarz żydowski w Goraju
Nowy cmentarz żydowski w Goraju – kirkut społeczności żydowskiej niegdyś zamieszkującej Goraj. Nie wiadomo dokładnie kiedy powstał, być może miało to miejsce w połowie XIX wieku. Znajduje się przy ul. Cmentarnej i ma powierzchnię 0,5 ha. Został zniszczony przez Niemców podczas II wojny światowej. Nie zachowały się żadne nagrobki.